# Porthcawl

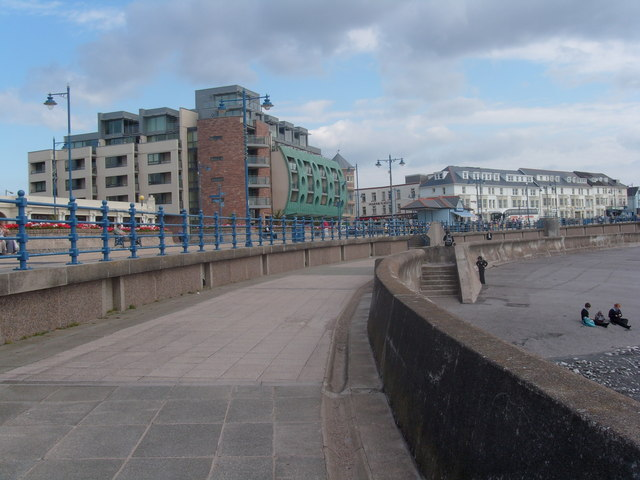
Il lungomare di Porthcawl

Porthcawl è una comunità del Galles sud-orientale e una località balneare, facente parte del distretto di contea di Bridgend e affacciata sulla baia di Swansea (canale di Bristol). Conta una popolazione di circa 15.000-16.000 abitanti.

## Geografia fisica

### Collocazione
Porthcawl si trova nell'estremità orientale del litorale che si affaccia sulla baia di Swansea, a circa metà strada tra Swansea e Cardiff (rispettivamente ad est della prima e ad ovest della seconda)   e, più in dettaglio, tra le località di Port Talbot e Bridgend  (rispettivamente a sud della prima e ad ovest/sud-ovest della seconda) .

## Società

### Evoluzione demografica
Al censimento del 2011, Porthcawl contava una popolazione pari a 15.662 abitanti.
Nel 2011, contava invece 15.640 abitanti, mentre nel 1991 ne contava 15.922.

## Storia
Come molte stazioni balneari del Galles, anche Porthcawl iniziò a prosperare a cavallo tra le due guerre mondiali.
Fu in questo periodo, segnatamente nel 1932, che fu costruito il Great Pavilion.
Nel 1996, venne intrapresa un'opera di restauro del lungomare.

## Sport
- La squadra di rugby locale è il Porthcawl RFC[4]
- La squadra di calcio locale è il Porthcawl Town Athletic Football Club[5]
- La località è dotata di un campo per i tornei internazionali di golf, il Royal Porthcawl Golf Club[6]